# کتابخانه دولتی روسیه

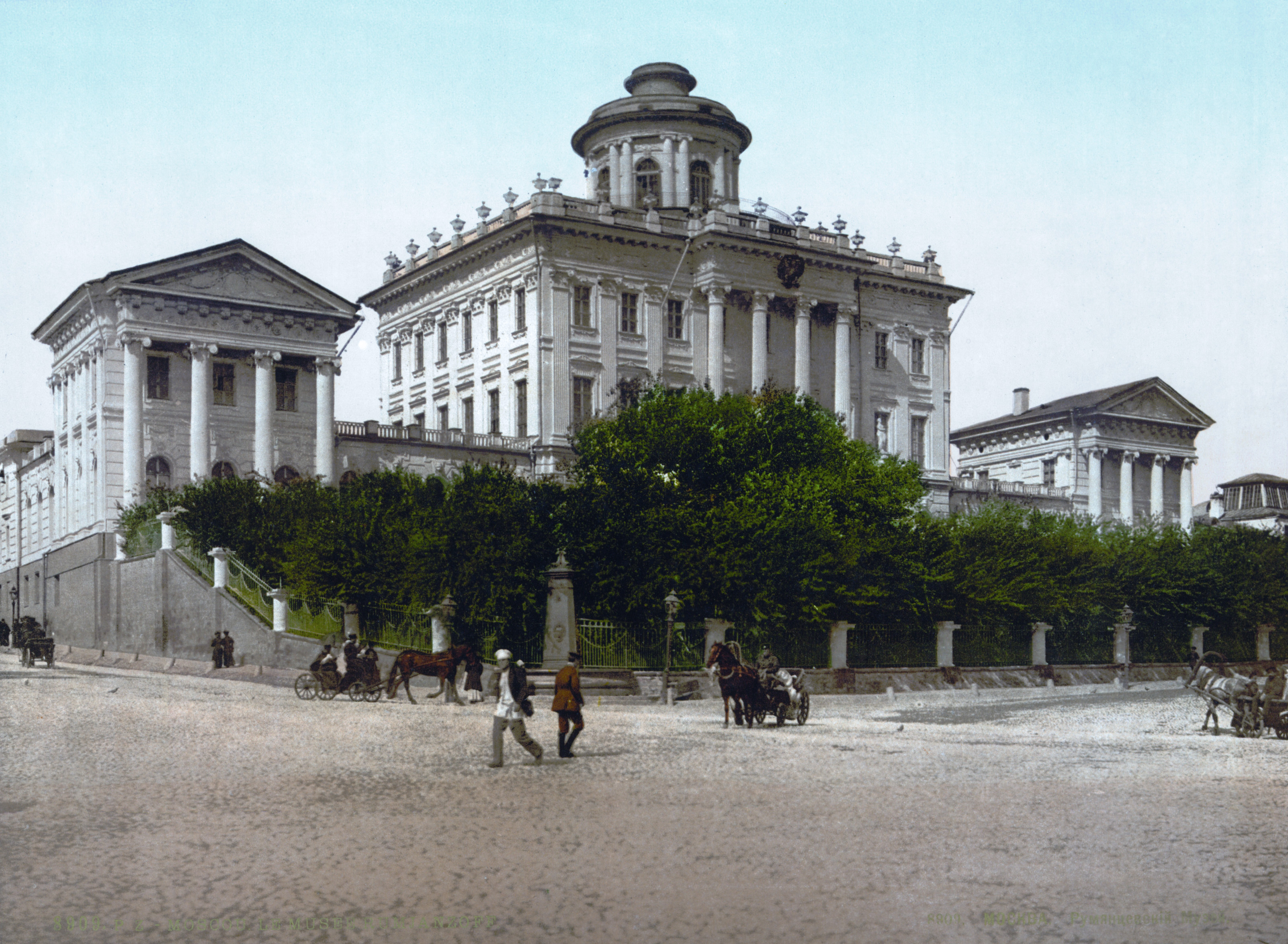
نمای ساختمان در سده ۱۹ میلادی

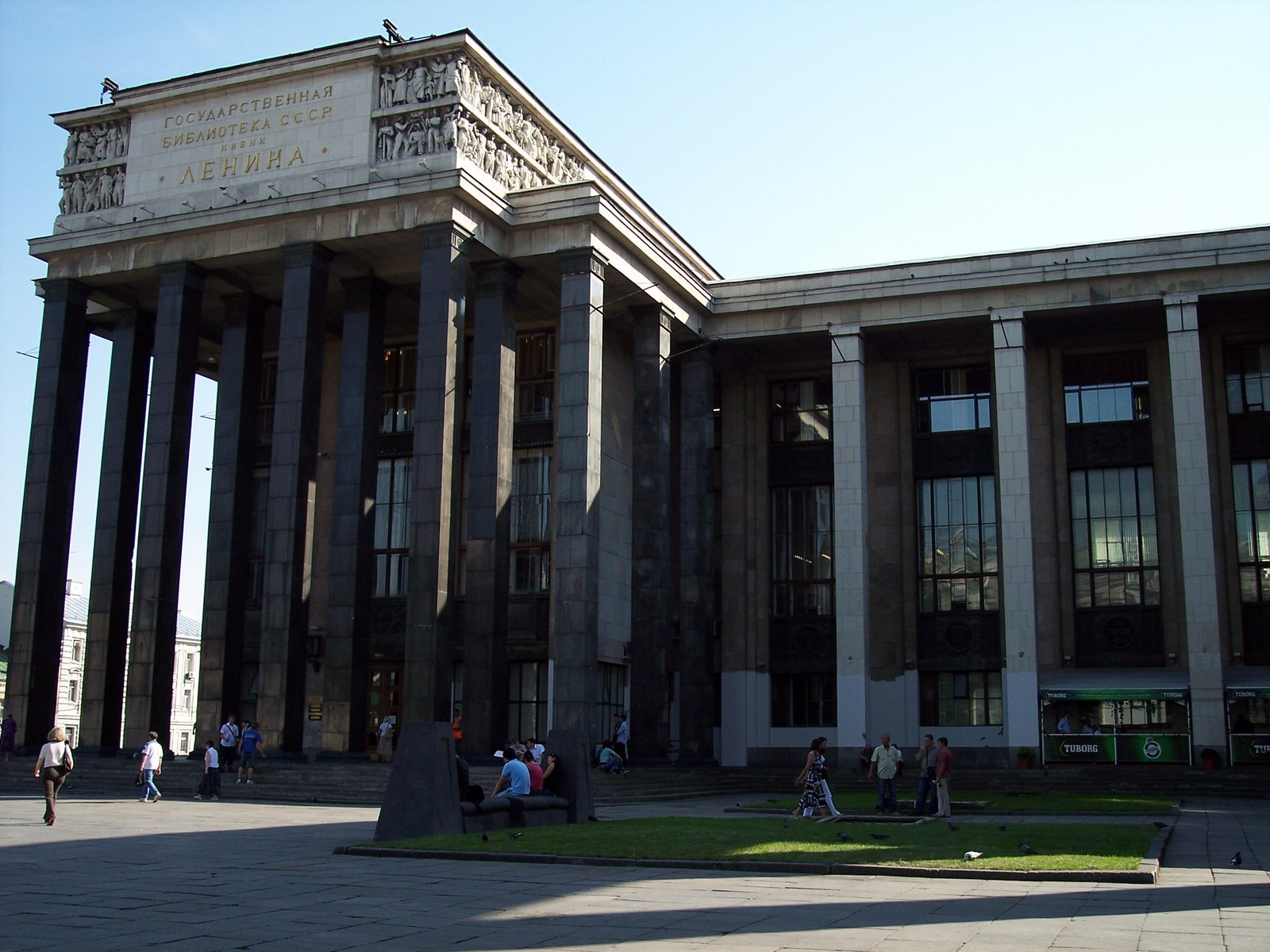
ساختمان جدید در سال ۲۰۰۷

کتابخانه دولتی روسیه (روسی: Российская государственная библиотека) کتابخانه ای بزرگ است که شبیه یک کتابخانه ملی روسیه است و در مسکو واقع شده‌است. این کتابخانه بزرگترین کتابخانهٔ کشور و چهارمین کتابخنهٔ بزرگ در دنیا است که ۱۷٫۵ میلیون جلد کتاب دارد.تا ۱۹۲۵ میلادی نام آن ولادیمیر لنین کتابخانهٔ دولتی USSR بود و در سال ۱۹۹۲ نام آن کتابخانهٔ دولتی روسیه شد.
این کتابخانه ۲۷۵ km قفسه و بیش از ۴۳ میلیون آیتم دارد که شامل ۱۷ میلیون کتاب و ۱۳ میلیون ژورنال و ۳۵۰ هزار منبع موسیقی و ۱۵۰ هزار نقشه و سایر موارد می‌باشد.
آیتم‌های موجود در این کتابخانه به ۲۴۷ زبان دنیا می‌باشند که منابع خارجی آن حدود ۲۹ درصد از کل منابع کتابخانه را شامل می‌شوند.
بین سال‌های ۱۹۲۲ تا ۱۹۹۱ حداقل یک کپی از هر کتاب چاپ شده در زمان اتحاد جماهیر شوروی سوسیالیستی به کتابخانه اهدا می‌شد که در دیگر کشورها نیز چنین می‌کنند.
کتابخانه ملی اصلی روسیه در سن پترزبورگ واقع شده‌است.